# Schwalb
La Schwalb ou le Schwalbach est une rivière qui coule dans le pays de Bitche en Moselle, ainsi que dans les Länder de Sarre et de Rhénanie-Palatinat en Allemagne. C'est un affluent de la Horn et donc un sous-affluent du Rhin.
La Schwalb alimentait autrefois de nombreux moulins dont seul subsiste le moulin d'Eschviller.

## Hydronymie
- Anciennes mentions[2],[3] : Suabalba (737) ; Fluviolus Sualba (796) ; Sualba (XIIe siècle) ; Swalba (1150) ; La Schwalbe (Dur. Lorr. I, 277) ; Schwolden (1559) ; Schwolb (1577) ; Schwolb et Schwalbach (carte de l'État-major).

De l'allemand Alb, « rivière », repris aussi pour Bickenalbe. La Schwalbe est l'Albe dont les eaux dépassent souvent les rives.

## Géographie
La Schwalb prend sa source à l'est de la commune de Lemberg, dans le pays de Bitche. La ligne de partage des eaux sépare sa source de celle du Moderbach qui se dirige vers l'est. La Schwalb se dirige vers le nord-ouest et traverse notamment l'étang du Loeschersbach et les villages de Siersthal, Hottviller et Volmunster avant de rejoindre la frontière franco-allemande. À partir de là, elle marque tout d'abord la frontière entre le département de la Moselle et le Land de Sarre, puis entre la Moselle et le Land de Rhénanie-Palatinat. Elle entre ensuite entièrement en Allemagne et rejoint la Horn au centre de la ville d'Hornbach,.

## Communes traversées
- en France[5],[6] : Lemberg, Lambach, Siersthal, Hottviller, Epping, Volmunster, Ormersviller, Loutzviller et Schweyen ;
- en Allemagne[4] : Blieskastel et Hornbach.

## Affluents
- Loeschersbach
- Schwangerbach
- Steschbach
- Trubach
- Ruisseau du Grossthal
- Scheberbach
- Korbach
- Bierbach
- Dorfbach
- Baechelbach de Nousseviller
- Ruisseau de Weiskirch
- Baechelbach d'Ormersviller[6]
- Ruisseau de Bitche
- Ruisseau d'Ormersviller
- Beidersloch
- Brenschelbach[5]
- Hennenwaldbach
- Ruisseau de Schweyen[7]
- Becherbach
- Talbach de Ringweiler[4]